# Årets svensk
Årets svensk var en titel som Sveriges Television genom Rapportredaktionen under 1984–1988 tilldelade den person i Sverige som ansågs ha stått i centrum för nyhetsrapporteringen under året. År 1989 visade det sig att den person som bäst uppfyllde kriteriet för titeln var den för mordet på Olof Palme åtalade  Christer Pettersson, varför man valde att sluta utnämna årets svensk. Utmärkelsen hade också fått ett något dåligt rykte, eftersom det sedan gått illa för de flesta av dem som Rapport utnämnde. 
År 1997 återupptog Sveriges Radio genom redaktionen för P4-programmet Efter tolv utnämningen. År 2006 togs uppgiften över av nyhetsmagasinet Fokus, som hade en extern jury. Fokus utsåg under några år också Årets kultursvensk. Fokus tycks inte ha utsett Årets svensk sedan 2021.

## Personer som tilldelats titeln

### Utsedda av Sveriges Television, 1984–1988
- 1984: Kjell-Olof Feldt, finansminister
- 1985: Refaat El-Sayed, finansman
- 1986: Hans Holmér, länspolismästare
- 1987: Anna-Lisa Stoican, jurist
- 1988: Ebbe Carlsson, förlagsredaktör

### Utsedda av Sveriges Radio, 1997–2003
- 1997: Sarah Wägnert
- 1998: Signe Modén
- 1999: Ludmila Engquist
- 2000: Sten Axelsson, polis i Västmanland som engagerade sig mot nynazismen[2]
- 2001: Magdalena Forsberg
- 2002: Carolina Klüft
- 2003: Anna Lindh

### Utsedda av Fokus, sedan 2006
- 2006: Masoud Garakoei och Shanaz Garakoei
- 2007: Sven-Erik Bucht
- 2008: Anita Dorazio
- 2009: Johan Rockström
- 2010: Robyn
- 2011: Christopher Kullenberg
- 2012: Jonas Gardell[3]
- 2013: Gunnar Strömmer
- 2014: Johan von Schreeb
- 2015: volontären[4]
- 2016: Amineh Kakabaveh[5]
- 2017: Anders Arborelius[6]
- 2018: Hamid Zafar[7]
- 2019: Jens Ganman[8]
- 2020: Karin Hildebrand[9]
- 2021: Paulina Brandberg[10]

## Årets kultursvensk
- 2017: Tilde Björfors
- 2018: Lena Andersson[7]
- 2019: Karin Olsson[11]
- 2020: David Thurfjell[12]
- 2021: Anders Cullhed[13]